# Lista över insjöar i Vaxholms kommun
Detta är en lista över sjöar i Vaxholms kommun baserad på sjöns utloppskoordinat. Om någon sjö saknas, kontrollera grannkommunens lista eller kategorin Insjöar i Vaxholms kommun.

## Lista
| Namn          | Koordinat                                     | Sjöid         | VYID          | Yta (km²) | Strandlinje (km) | Höjd (m) | Maxdjup (m) | Volym (m³) | HARO  | Natura 2000   |
| ------------- | --------------------------------------------- | ------------- | ------------- | --------- | ---------------- | -------- | ----------- | ---------- | ----- | ------------- |
| Dammstakärret | 59°24′45″N 18°15′49″Ö / 59.41253°N 18.26366°Ö | 659049-163944 | 659057-163959 | 0,0467    | 0,811            | 23       |             |            | 60061 | Dammstakärret |
| Holmingeviken | 59°24′54″N 18°12′26″Ö / 59.41502°N 18.20729°Ö | 659144-163589 | 659073-163638 | 0,211     | 3,11             | 1,2      |             |            | 60061 |               |
| Träsksjön     | 59°24′11″N 18°12′03″Ö / 59.40310°N 18.20081°Ö | 658943-163638 | 658939-163606 | 0,103     | 1,52             | 9        |             |            | 60061 |               |
| Stora Maren   | 59°22′59″N 18°22′33″Ö / 59.38298°N 18.37584°Ö | 658752-164601 |               | 0,204     | 3,4              | 2,3      |             |            | 0     |               |